# Campeonato Paulista de Futebol de 1959 - Segunda Divisão
O Campeonato Paulista de Futebol de 1959 - Segunda Divisão foi a 13.ª edição do torneio organizado pela Federação Paulista de Futebol, equivalente ao segundo nível do futebol do estado de São Paulo. O Corinthians de Presidente Prudente conquistou o título e o acesso para o Campeonato Paulista de Futebol de 1960.

## Forma de disputa
Na primeira fase as 40 equipes foram divididas em 4 grupos de 10 cada, disputado por pontos corridos em dois turnos, onde os dois primeiros colocados de cada grupo avançou à fase seguinte. Os 8 times classificados formaram novo grupo, também disputado por pontos em turno e returno, ficando com o título a equipe que mais somou pontos.

## Classificação

### Primeira fase
| 1 | Bragantino                | 25 |
| 2 | São Bento (Sorocaba)      | 21 |
| 3 | Paulista                  | 21 |
| 4 | Estrada (Sorocaba)        | 17 |
| 5 | Bandeirantes (São Carlos) | 16 |
| 6 | Atlético Ituano           | 14 |
| 7 | Internacional (Limeira)   | 13 |
| 8 | Saltense                  | 13 |
| 9 | Mogiana (Campinas)        | 4  |

| 1  | Corinthians-PP         | 25 |
| 2  | São Bento (Marília)    | 23 |
| 3  | Tupã                   | 22 |
| 4  | Prudentina             | 22 |
| 5  | Oswaldo Cruz           | 19 |
| 6  | Rio Preto              | 17 |
| 7  | Garça                  | 16 |
| 8  | Botucatuense           | 15 |
| 9  | Ferroviária (Botucatu) | 12 |
| 10 | Ferroviária (Assis)    | 9  |

| 1  | Batatais                  | 26 |
| 2  | Catanduva                 | 23 |
| 3  | Barretos                  | 23 |
| 4  | Francana                  | 21 |
| 5  | Internacional (Bebedouro) | 18 |
| 6  | Taquaritinga              | 17 |
| 7  | Fortaleza (Barretos)      | 17 |
| 8  | Jaboticabal               | 15 |
| 9  | Nevense (Neves Paulista)  | 15 |
| 10 | Pindorama EC              | 5  |

| 1  | Esportiva (Guaratinguetá)       | 30 |
| 2  | Estrela da Saúde (São Paulo)    | 24 |
| 3  | Aparecida                       | 24 |
| 4  | Vila Santista (Mogi das Cruzes) | 21 |
| 5  | São Caetano                     | 19 |
| 6  | União Mogi                      | 17 |
| 7  | Hepacaré (Lorena)               | 14 |
| 8  | Ferroviária (Pindamonhangaba)   | 13 |
| 9  | Estrela (Piquete)               | 12 |
| 10 | Elvira (Jacareí)                | 6  |

|  |                             |
|  | Promovido à segunda fase    |
|  | Eliminados na primeira fase |

## Resultados da fase final
| 29 de novembro de 1959 | Catanduva      | 3 – 1 | São Bento | Catanduva                                        |
|                        | Washington (3) |       | Rubini    | Renda: Cr$ 70.000,00 Árbitro: João Barreto Motta |

| 29 de novembro de 1959 | Batatais                     | 4 – 1 | Corinthians | Batatais                                    |
|                        | Ponce (2), Geraldo, Zé Mauro |       | Benedito    | Renda: Cr$ 125.000,00 Árbitro: José Trabold |

| 29 de novembro de 1959 | Estrela da Saúde | 1 – 1 | Bragantino | Jabaquara, Santos                         |
|                        | Rojão            |       | Liminha    | Renda: Cr$ 23.725,00 Árbitro: Cyro Viroli |

| 6 de dezembro de 1959 | Corinthians                     | 5 – 1 | Estrela da Saúde | Presidente Prudente                             |
|                       | Roberto (3), Barra e Nelson (2) |       |                  | Renda: Cr$ 130.000,00 Árbitro: Paul Katchborian |

| 6 de dezembro de 1959 | Bragantino         | 3 – 0 | Catanduva | Bragança Paulista                           |
|                       | Augusto e Tito (2) |       |           | Renda: Cr$ 157.000,00 Árbitro: Luis Palumbo |

| 6 de dezembro de 1959 | Esportiva | 1 – 1 | Batatais | Guaratinguetá                                    |
|                       | Vidal     |       | Lizotti  | Renda: Cr$ 83.000,00 Árbitro: João Barreto Motta |

| 13 de dezembro de 1959 | Batatais                     | 6 – 2 | Bragantino | Batatais                                           |
|                        | Ponce (3), Agenor (2), Pádua |       | Tito (2)   | Renda: Cr$ 220.712,00 Árbitro: Catão Montez Junior |

| 13 de dezembro de 1959 | Catanduva                                   | 6 – 1 | Esportiva      | Catanduva                                    |
|                        | Washington (2), Dozinho (2), Gaúcho, Alípio |       | Dinei (contra) | Renda: Cr$ 109.500,00 Árbitro: Mario Gardeli |

| 13 de dezembro de 1959 | Estrela da Saúde | 1 – 0 | São Bento | São Paulo                                   |
|                        | Aluisio          |       |           | Renda: Cr$ 33.000,00 Árbitro: José Traboldi |

| 13 de dezembro de 1959 | AA São Bento | 1 – 2 | Corinthians       | Marília                                       |
|                        | Cid          |       | Joãozinho, Plínio | Renda: Cr$ 104.188,00 Árbitro: Eduardo Safadi |

| 20 de dezembro de 1959 | Corinthians    | 2 – 1 | São Bento | Presidente Prudente                             |
|                        | Plínio, Nelson |       | Rubini    | Renda: Cr$ 109.200,00 Árbitro: Paul Katchborian |

| 20 de dezembro de 1959 | Estrela da Saúde                  | 3 – 1 | AA São Bento | Marília                                     |
|                        | Teixeira (contra), Nicola, Wilson |       | Leônidas     | Renda: Cr$ 41.500,00 Árbitro: Mario Gardeli |

| 20 de dezembro de 1959 | Esportiva | 1 – 3 | Bragantino  | Guaratinguetá                              |
|                        | Marucci   |       | Augusto (3) | Renda: Cr$ 52.000,00 Árbitro: Sirio Viroli |

| 20 de dezembro de 1959 | Batatais      | 2 – 1 | Catanduva  | Batatais                                      |
|                        | Ponce, Agenor |       | Washington | Renda: Cr$ 193.527,00 Árbitro: João Rodrigues |

| 27 de dezembro de 1959 | São Bento                 | 2 – 2 | Batatais        | Sorocaba                                        |
|                        | Rubini, Adamastor (penal) |       | Lizotti, Agenor | Renda: Cr$ não informado Árbitro: Mario Gardeli |

| 27 de dezembro de 1959 | Bragantino        | 3 – 0 | AA São Bento | Bragança Paulista                             |
|                        | Tito (2), Augusto |       |              | Renda: Cr$ 111.100,00 Árbitro: João Rodrigues |

| 27 de dezembro de 1959 | Estrela da Saúde      | 3 – 0 | Esportiva | São Paulo                                      |
|                        | Aluísio, Nicola, Dula |       |           | Renda: Cr$ 30.000,00 Árbitro: Paul Katchborian |

| 27 de dezembro de 1959 | Catanduva                | 3 – 0 | Corinthians | Catanduva                |
|                        | Dozinho, Alípio e Gaucho |       |             | Renda: Cr$ não informada |

| 3 de janeiro de 1960 | Catanduva                         | 5 – 1 | Estrela da Saúde | Catanduva                                     |
|                      | Washington (3), Paulinho, Dozinho |       | Rojão            | Renda: Cr$ 110.000,00 Árbitro: Mario Gardelli |

| 3 de janeiro de 1960 | Batatais        | 2 – 1 | AA São Bento | Batatais                                   |
|                      | Ponce, Moscatel |       | Leônidas     | Renda: Cr$ 228.000,00 Árbitro: Cyro Viroli |

| 3 de janeiro de 1960 | Bragantino | 1 – 1 | Corinthians | Bragança Paulista                               |
|                      | Liminha    |       | Barra       | Renda: Cr$ 258.220,00 Árbitro: Paul Katchborian |

| 3 de janeiro de 1960 | Esportiva | 0 – 0 | São Bento | Guaratinguetá                                |
|                      |           |       |           | Renda: Cr$ 28.000,00 Árbitro: Josafato Serra |

| 10 de janeiro de 1960 | AA São Bento          | 4 – 3 | Catanduva                    | Marília                                             |
|                       | Waltinho (2), Bob (2) |       | Alípio, Paulinho, Washington | Renda: Cr$ não informada Árbitro: Paul Katcheborian |

| 10 de janeiro de 1960 | Estrela da Saúde      | 4 – 2 | Batatais             | São Paulo                                        |
|                       | Wilson (2), Rojão (2) |       | Canhotinho, Moscatel | Renda: Cr$ não informada Árbitro: João Rodrigues |

| 10 de janeiro de 1960 | São Bento        | 2 – 1 | Bragantino | Sorocaba                                        |
|                       | Pereira, Ariston |       | Augusto    | Renda: Cr$ 19.300,00 Árbitro: Ariovaldo Pereira |

| 10 de janeiro de 1960 | Corinthians | 2 – 1 | Esportiva | Presidente Prudente                          |
|                       |             |       |           | Renda: Cr$ 65.000,00 Árbitro: Romualdo Filho |

| 18 de janeiro de 1960 | São Bento       | 2 – 1 | AA São Bento | Sorocaba                                      |
|                       | Bodinho, Rubini |       | Valter       | Renda: Cr$ 44.730,00 Árbitro: João Rela Filho |

| 24 de janeiro de 1960 | Corinthians                 | 4 – 1 | Batatais | Presidente Prudente                                 |
|                       | Barra (2), Zé Amaro, Nelson |       | Agenor   | Renda: Cr$ 260.000,00 Árbitro: João Batista Laurito |

| 24 de janeiro de 1960 | Bragantino                | 4 – 2 | Estrela da Saúde          | Bragança Paulista                               |
|                       | Augusto (2), Dema, Wilson |       | Fernando (penal), Mazzuti | Renda: Cr$ 78.000,00 Árbitro: Elias Assad Simão |

| 24 de janeiro de 1960 | São Bento          | 2 – 1 | Catanduva | Sorocaba                                     |
|                       | Zé Pereira, Fausto |       | Dozinho   | Renda: Cr$ 57.750,00 Árbitro: João Rodrigues |

| 24 de janeiro de 1960 | Esportiva               | 2 – 1 | AA São Bento | Guaratinguetá                                       |
|                       | Alcino (penal), Marucci |       | Beto         | Renda: Cr$ não informada Árbitro: Romualdo Articini |

| 7 de fevereiro de 1960 | Corinthians               | 3 – 1 | AA São Bento | Presidente Prudente                               |
|                        | Robertinho, Nelson, Barra |       | Leônidas     | Renda: Cr$ não informada Árbitro: João Rela Filho |

| 7 de fevereiro de 1960 | Bragantino          | 3 – 2 | Batatais  | Bragança Paulista                               |
|                        | Augusto (2), Fiume, |       | Ponce (2) | Renda: Cr$ não informada Árbitro: Mario Gardela |

| 7 de fevereiro de 1960 | São Bento                  | 2 – 0 | Estrela da Saúde | Sorocaba                                         |
|                        | Adamastor, Ariston (penal) |       |                  | Renda: Cr$ não informada Árbitro: Eduardo Safadi |

| 7 de fevereiro de 1960 | Esportiva                             | 4 – 2 | Catanduva           | Guaratinguetá                                          |
|                        | Marucci (2), Benedito, Carlos Martins |       | Dozinho, Washington | Renda: Cr$ não informada Árbitro: Sebastião Mairinques |

| 14 de fevereiro de 1960 | São Bento         | 2 – 0 | Corinthians | Sorocaba                                    |
|                         | Nestor, Adamastor |       |             | Renda: Cr$ 84.000,00 Árbitro: Mario Gardeli |

| 14 de fevereiro de 1960 | Bragantino            | 3 – 1 | Esportiva      | Bragança Paulista                            |
|                         | Augusto, Jocimar, Nei |       | Carlos Martins | Renda: Cr$ 50.000,00 Árbitro: João Rodrigues |

| 14 de fevereiro de 1960 | Catanduva                           | 7 – 4 | Batatais                  | Catanduva                                  |
|                         | Dozinho (4), Washington (2), Alípio |       | Lizotti (2), Ponce, Esnel | Renda: Cr$ 91.300,00 Árbitro: Sirio Viroli |

| 14 de fevereiro de 1960 | Estrela da Saúde | 3 – 2 | AA São Bento       | São Paulo                                        |
|                         | Rojão (2), Dula  |       | Zequinha, Waltinho | Renda: Cr$ não informada Árbitro: Josafato Serra |

| 21 de fevereiro de 1960 | Corinthians       | 2 – 0 | Catanduva | Presidente Prudente                           |
|                         | Nelson Luques (2) |       |           | Renda: Cr$ 293.560,00 Árbitro: Josafato Serra |

| 21 de fevereiro de 1960 | AA São Bento                      | 3 – 0 | Bragantino | Marília                                      |
|                         | Pacheco (penal), Valter, Leônidas |       |            | Renda: Cr$ 69.940,00 Árbitro: João Rodrigues |

| 21 de fevereiro de 1960 | Batatais          | 3 – 0 | São Bento | Batatais                                     |
|                         | Ponce (2), Agenor |       |           | Renda: Cr$ 225.000,00 Árbitro: Mario Gardeli |

| 21 de fevereiro de 1960 | Esportiva                  | 3 – 2 | Estrela da Saúde | Guaratinguetá                                |
|                         | Benedito, Laércio, Marucci |       | Rojão, Wilson    | Renda: Cr$ 31.300,00 Árbitro: Eduardo Safadi |

### Jogo decisivo
| 6 de março de 1960 | Corinthians                       | 4 – 1 | Bragantino | Presidente Prudente                               |
|                    | Robertinho, Barras (2), Joãozinho |       | Alvair     | Renda: Cr$ 963.560,00 Árbitro: Anacleto Pietrobon |

Com esta vitória o Corinthians conquistava o título e o acesso por antecedência.

Corintians: Acosta; Tó, Bertamin e Luizinho; Joãozinho e Cotia; Barras, Nélson Luques, Robertinho, Zé Amaro e Plínio. Técnico: Martin Carvalho

Bragantino: Floriano; Washington, Milton e Pinduca; Waldemar Fiume e Nélson; Alvair, Tito, Augusto, Jocimar e Ney.
| 6 de março de 1960 | Estrela da Saúde     | 1 – 3 | Catanduva | São Paulo                                        |
|                    | Washington (2), Tuta |       | Dozinho   | Renda: Cr$ não informado Árbitro: João Rodrigues |

| 6 de março de 1960 | AA São Bento         | 3 – 2 | Batatais      | Marília                                        |
|                    | Zequinha (2), Amauri |       | Agenor, Ponce | Renda: Cr$ não informado Árbitro: Luis Palumbo |

| 6 de março de 1960 | São Bento                | 3 – 2 | Esportiva  | Sorocaba                                         |
|                    | Adamastor, Escurinho (2) |       | Alcino (2) | Renda: Cr$ não informado Árbitro: Josafato Serra |

| 13 de março de 1960 | Esportiva             | 3 – 1 | Corinthians | Guaratinguetá                                   |
|                     | Marucci (2), Benedito |       | Robertinho  | Renda: Cr$ não informada Árbitro: Mario Gardeli |

| 13 de março de 1960 | Bragantino | 1 – 0 | São Bento | Bragança Paulista                                   |
|                     | Alvair     |       |           | Renda: Cr$ não informado Árbitro: Albino Zanferrari |

| 13 de março de 1960 | Batatais | 1 – 0 | Estrela da Saúde | Batatais                                        |
|                     | Esnel    |       |                  | Renda: Cr$ não informado Árbitro: Valter Galera |

| 13 de março de 1960 | Catanduva                       | 4 – 3 | AA São Bento               | Catanduva                                        |
|                     | Dozinho (2), Alípio, Washington |       | Leônidas, Zequinha, Amauri | Renda: Cr$ não informado Árbitro: Josafato Serra |

Cinco partidas da fase final não estão disponíveis.

### Segunda fase
| Torneio dos Finalistas | Torneio dos Finalistas       | Torneio dos Finalistas | Torneio dos Finalistas | Torneio dos Finalistas | Torneio dos Finalistas | Torneio dos Finalistas | Torneio dos Finalistas | Torneio dos Finalistas | Torneio dos Finalistas | Torneio dos Finalistas | Torneio dos Finalistas | Torneio dos Finalistas |
| Time | Time                         | Pts                    | J                      | V                      | E                      | D                      | GP                     | GC                     | SG                     |                        |                        |                        |
| --- | ---------------------------- | ---------------------- | ---------------------- | ---------------------- | ---------------------- | ---------------------- | ---------------------- | ---------------------- | ---------------------- | ---------------------- | ---------------------- | ---------------------- |
| 1 | Corinthians-PP               | 19                     | 14                     | 9                      | 1                      | 4                      | 28                     | 20                     | 8                      |                        |                        |                        |
| 2 | Bragantino                   | 17                     | 14                     |                        |                        |                        |                        |                        |                        |                        |                        |                        |
| 3 | Batatais                     | 16                     | 14                     |                        |                        |                        |                        |                        |                        |                        |                        |                        |
| 4 | Catanduva                    | 15                     | 14                     |                        |                        |                        |                        |                        |                        |                        |                        |                        |
| 5 | São Bento (Sorocaba)         | 14                     | 14                     |                        |                        |                        |                        |                        |                        |                        |                        |                        |
| 6 | Estrela da Saúde (São Paulo) | 11                     | 14                     |                        |                        |                        |                        |                        |                        |                        |                        |                        |
| 7 | São Bento (Marília)          | 10                     | 14                     |                        |                        |                        |                        |                        |                        |                        |                        |                        |
| 7 | Esportiva (Guaratinguetá)    | 10                     | 14                     |                        |                        |                        |                        |                        |                        |                        |                        |                        |
| Pts — Pontos ganhos; J — Jogos; V - Vitórias; E - Empates; D - Derrotas; GP — Gols pró; GC — Gols contra; SG — Saldo de gols |                              |                        |                        |                        |                        |                        |                        |                        |                        |                        |                        |                        |

|  |                                        |
|  | Campeão e promovido à Série A1 de 1960 |
|  | Eliminados na segunda fase             |

## Premiação
| Campeonato Paulista de 1959 - Segunda Divisão |
| --------------------------------------------- |
| Corinthians Campeão (1º título)               |